# Silenzio
Con silenzio (dal latino silentium, derivazione di silēre: "tacere, non far rumore") si intende la relativa o assoluta mancanza di suono o rumore; un ambiente in cui vi sia una pressione acustica inferiore ai 20 decibel viene solitamente considerato silenzioso.

Pittogramma del silenzio

In senso figurato, può indicare l'astensione dalla parola o dal dialogo.

## Ritualità
Viene considerato una forma di rispetto collettivo l'osservare alcuni minuti di silenzio e raccoglimento durante la commemorazione di persone defunte. Questa pratica, presente in tutti gli aspetti della vita sociale, assume un particolare valore e importanza in campo militare. In senso lato si può intendere anche come l'insieme di gesti e comportamenti sociali attuati in alcune circostanze.

## Legge
In alcuni Stati, il diritto al silenzio è una forma di protezione legale di cui godono le persone sottoposte a interrogatori da parte delle forze dell'ordine o a processi giudiziari. Inoltre per silenzio si intende l'inerzia della Pubblica amministrazione. Esiste anche il silenzio elettorale, legge che vieta di svolgere campagna elettorale a partire dal giorno precedente ad una votazione, concepito per dar modo agli elettori di riflettere meglio sulla scelta da effettuare dopo aver ascoltato per molto tempo le ragioni di tutti i candidati.

## Religione

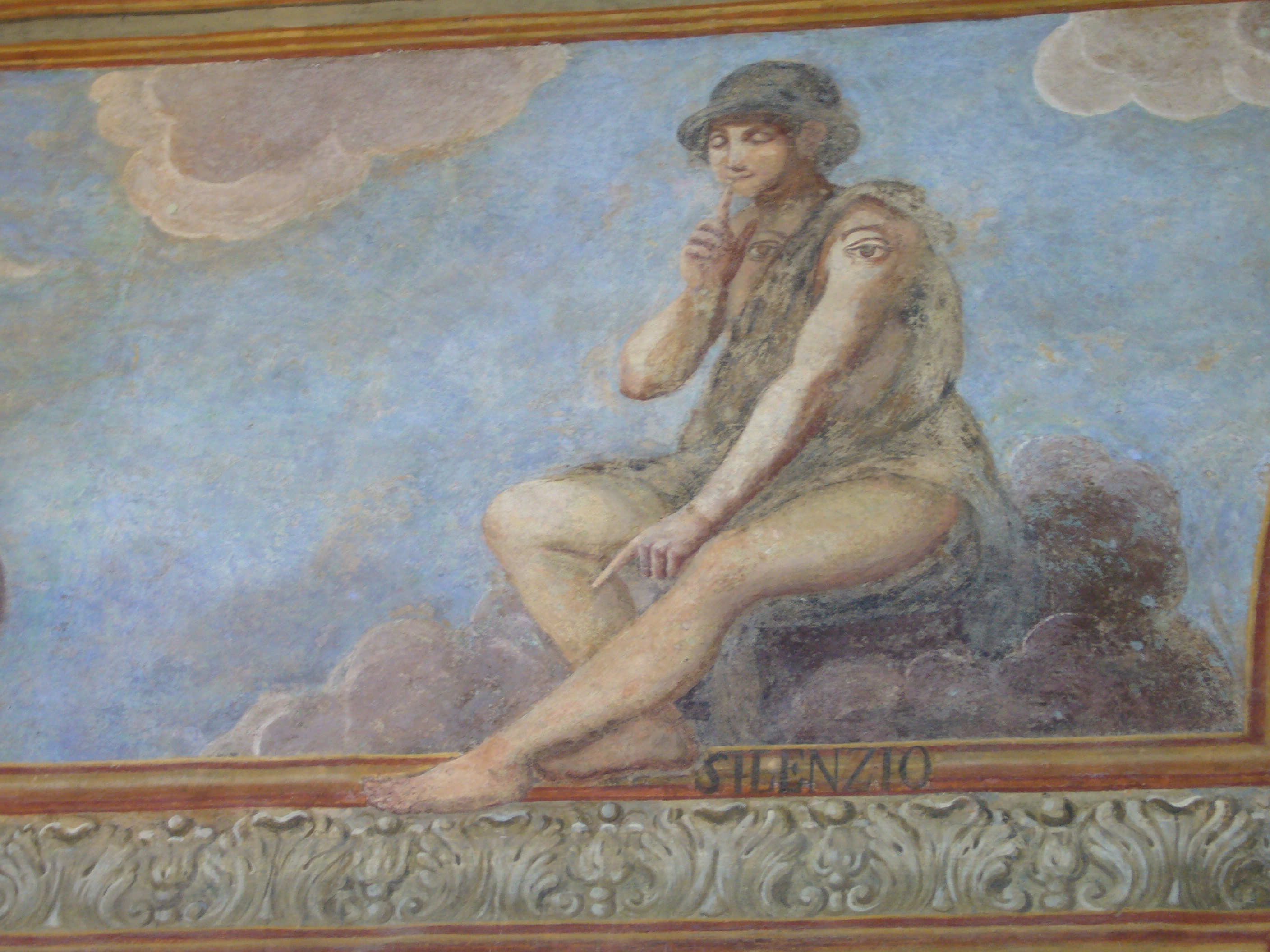
Allegoria del Silenzio nel chiostro del monastero di Santa Chiara, a Napoli

La pratica del silenzio (inteso non solo come astensione dalla parola, ma anche come tentativo di ridurre la quantità di pensieri, placare l'attività frenetica della mente e trovare così il silenzio interiore) viene considerato una forma di disciplina spirituale presso alcune forme di religione e spiritualità, in particolare in quelle orientali: ad esempio, nel contesto induista, il silenzio è una delle forme di sadhana.
Nelle regole religiose cristiane, in particolare di clausura, il silenzio è uno dei vincoli obbligatori della vita comunitaria. 
La strada pedonale che si snoda nel borgo dell'Isola di San Giulio sul Lago d'Orta riporta in più lingue aforismi sul silenzio, opera di Madre Anna Maria Cànopi, badessa del locale monastero benedettino, l'Abbazia Mater Ecclesiae.
In teologia, l'approccio a Dio che fa a meno del ricorso alle parole è detto apofatico.

## Comunicazione
Che il silenzio non sia solo la negazione o l'interruzione della comunicazione ma, al contrario, un metodo di espressione di pensieri ed emozioni è una convisione che risale ai primi retori. Da Cicerone a Quintiliano a Seneca si sostiene che un bravo oratore non solo deve saper parlare (persuasivamente) ma anche tacere (efficacemente). Il silenzio è messaggio e la scelta di non dire è un atto linguistico.

## Musica
Il silenzio, come assenza di suono, è anche considerato una componente fondamentale della musica. Essendo naturalmente privo di tono, timbro e intensità, l'unica caratteristica che condivide con il suono, in un contesto musicale, è la durata. Tale implicazione ha trovato esplicito rilievo a partire dal XX secolo; l'opera musicale più importante con tale tematica è 4'33" di John Cage, brano che prevede che non venga suonata nessuna nota per tutta la sua durata e che, nelle intenzioni dell'autore (il quale sosteneva che fosse impossibile ottenere un silenzio assoluto), vuole esaltare i suoni presenti nell'ambiente in cui è eseguito.

## Salute
Il silenzio apporta importanti benefici sulla salute globale, in termini di riduzione dello stress, miglioramento del sonno, chiarezza mentale, creatività potenziata, concentrazione, apprendimento, aumento della consapevolezza, benessere emotivo e prevenzione degli effetti nocivi dell’inquinamento acustico. Alcuni studi con modelli animali suggeriscono il coinvolgimento del silenzio nella genesi neurale, altri confermano una correlazione con cambiamenti cerebrali, in particolare nel fascicolo uncinato, che collega il sistema limbico alla corteccia prefrontale, implicato in molte funzioni come l’apprendimento, la memoria, il linguaggio e l’elaborazione socio-emotiva. Ulteriori ricerche suggeriscono che una pausa di silenzio riduca la pressione sanguigna, il battito cardiaco e la frequenza respiratoria. Durante la pandemia da COVID-19, uno studio tedesco ha analizzato la rilevanza della natura e del silenzio come risorse per far fronte all’emergenza. Dalla ricerca è emerso il beneficio che può trarsi da momenti di silenzio e quiete intenzionalmente scelti, nonché il ruolo del silenzio per la crescita personale e il benessere. Sempre durante la pandemia, è stato dimostrato l'impatto positivo della pratica del silenzio nel contesto carcerario, su tre dimensioni della riabilitazione: coping, gestione delle emozioni e capacità di pianificare il futuro. Ulteriori studi testimoniano l’effetto positivo della meditazione seduta e silenziosa sul benessere e del silenzio in contesti terapeutici ed educativi, con significativo aumento del rilassamento, miglioramento degli stati d'animo, positiva alterazione della percezione del tempo, del sé e dell'orientamento verso il momento presente. Uno studio interdisciplinare e multidisciplinare, in una prospettiva teorico-scientifica e pratico-applicativa, è necessario per fare progressivamente maggiore luce sul tema. Un congresso scientifico completamente dedicato alla condivisione dei benefici del silenzio è I.C.O.N.S. International Conference On The Neurophysiology Of Silence, dell’Istituto di Ricerca RINED di Fondazione Patrizio Paoletti, che permette il dialogo tra neuroscienziati, filosofi, psicologi ed esperti di meditazione sul silenzio consapevole.